# نيكي جينينغز
نيكي جينينغز (بالإنجليزية: Nicky Jennings)‏ هو لاعب كرة قدم بريطاني في مركز نصف الجناح، ولد في 18 يناير 1946 في ويلينغتون ‏ في المملكة المتحدة، وتوفي في 4 يونيو 2016. لعب مع دالاس تورنايدو ونادي ألدرشوت ونادي إكزتر سيتي ونادي بليموث أرجايل ونادي بورتسموث.